# Alister Jack
Alister William Jack (Dumfries, 1963. július 7. –) brit politikus, a Skót Konzervatív Párt tagja, Dumfries és Galloway választókerület képviselője, 2019 óta Skóciáért felelős államtitkár.

## Fordítás
Ez a szócikk részben vagy egészben  az   Alister Jack című angol Wikipédia-szócikk ezen változatának fordításán alapul.  Az eredeti cikk szerkesztőit annak laptörténete sorolja fel. Ez a jelzés csupán a megfogalmazás eredetét és a szerzői jogokat jelzi, nem szolgál a cikkben szereplő információk forrásmegjelöléseként.